# Ukrainische Botschaft in Schweden

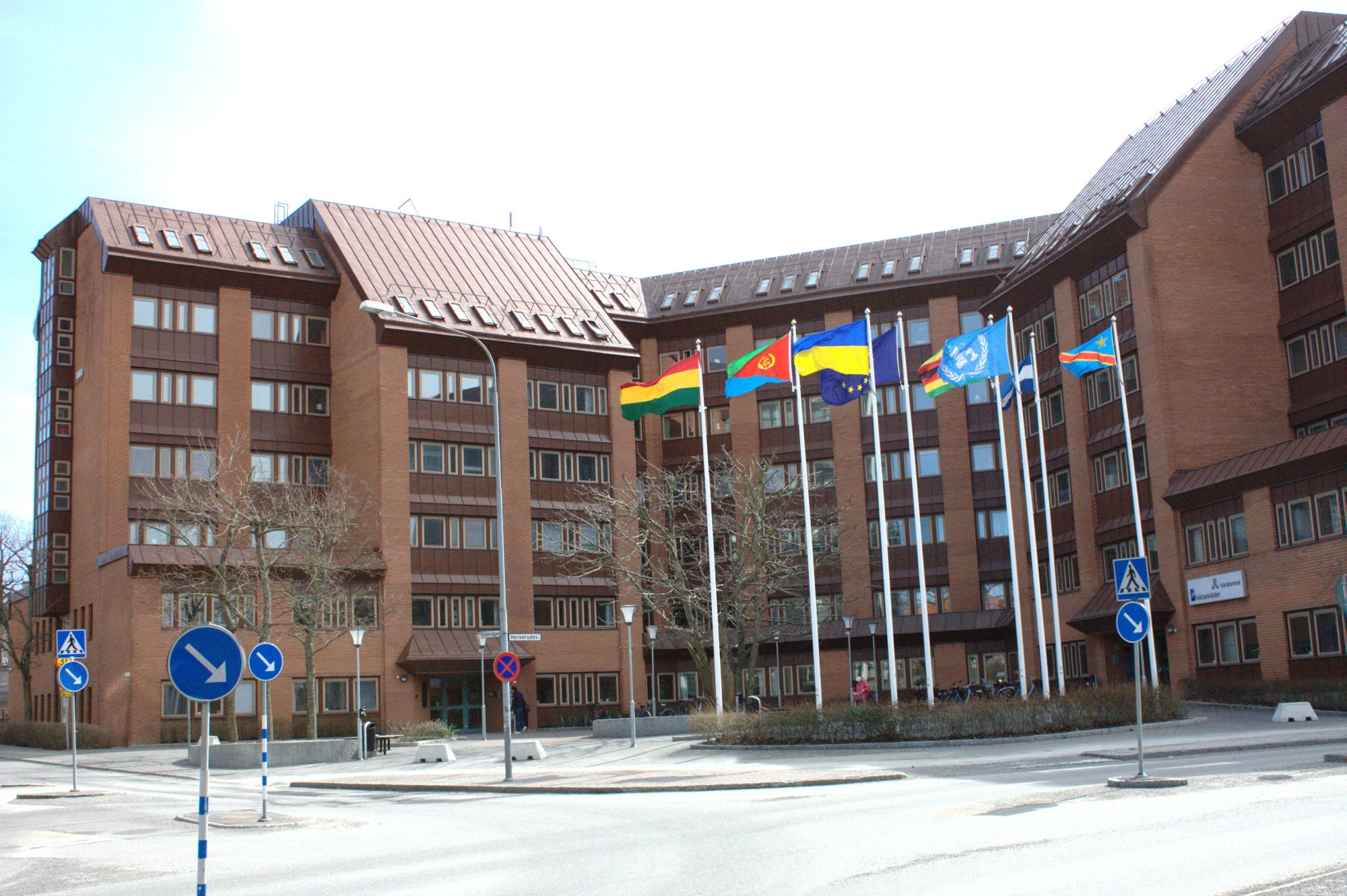
Ukrainische Botschaft in Lidingö bei Stockholm

Die Ukrainische Botschaft in Schweden ist die diplomatische Vertretung der Ukraine in Schweden. Das Botschaftsgebäude befindet sich im Stjärnvägen in Lidingö, Stockholms län. Ukrainischer Botschafter in Schweden ist seit November 2020 Andrij Plachotnjuk.

## Geschichte
Nach dem Zerfall der Sowjetunion erklärte sich die Ukraine im August 1991 für unabhängig. Schweden erkannte am 19. Dezember 1991 die Ukraine als Staat an. Die Aufnahme diplomatischer Beziehungen wurde am 13. Januar 1992 vereinbart. Diplomatischer Vertreter waren die Botschafter in Finnland. Die Botschaft in Schweden wurde 1994 eröffnet. Erster Geschäftsträger war Ihor Sahatsch, er kehrte 2015 als Botschafter zurück. Am 11. Februar 1999 wurde mit Oleksandr Sliptschenko der erste residierende Botschafter akkreditiert.

## Konsulareinrichtungen der Ukraine in Schweden
- Konsularabteilung der Botschaft der Ukraine

## Botschaftsgebäude in Schweden
Sitz der Botschaft ist seit 2001 ein moderner Bau im Stjärnvägen 2A in der Vorstadt Lidingö im Nordosten der schwedischen Hauptstadt. Von 1994 bis 1999 war die Stockholmer Innenstadt Sitz der diplomatischen Vertretung.

## Botschafter und Gesandte der Ukraine in Schweden (Auswahl)
- Gesandter in den Jahren 1992–1999 war der Botschafter in Helsinki
- Ihor Sahatsch (Geschäftsträger, 1994–1997)
- Oleksandr Sliptschenko (1999–2002)
- Leonid Koschara (2003–2004)
- Anatolij Ponomarenko (2007–2008), † im Amt
- Ihor Sahatsch (2015–2019)
- Andrij Plachotnjuk (2020–)